# Edmund Black
Edmund Franklin „Ed” Black  (ur. 3 maja 1905 w Bailey Island, zm. 22 października 1996 w Westborough) – amerykański lekkoatleta, młociarz.
Na Igrzyskach Olimpijskich w Amsterdamie w 1928 zdobył brązowy medal. Do jego osiągnięć należą trzy medale mistrzostw Stanów Zjednoczonych: złoty (1928), srebrny (1930) i brązowy (1929). 
Swój rekord życiowy (52,14 m) ustanowił 25 maja 1929 w Cambridge w stanie Massachusetts. 